# Arconte

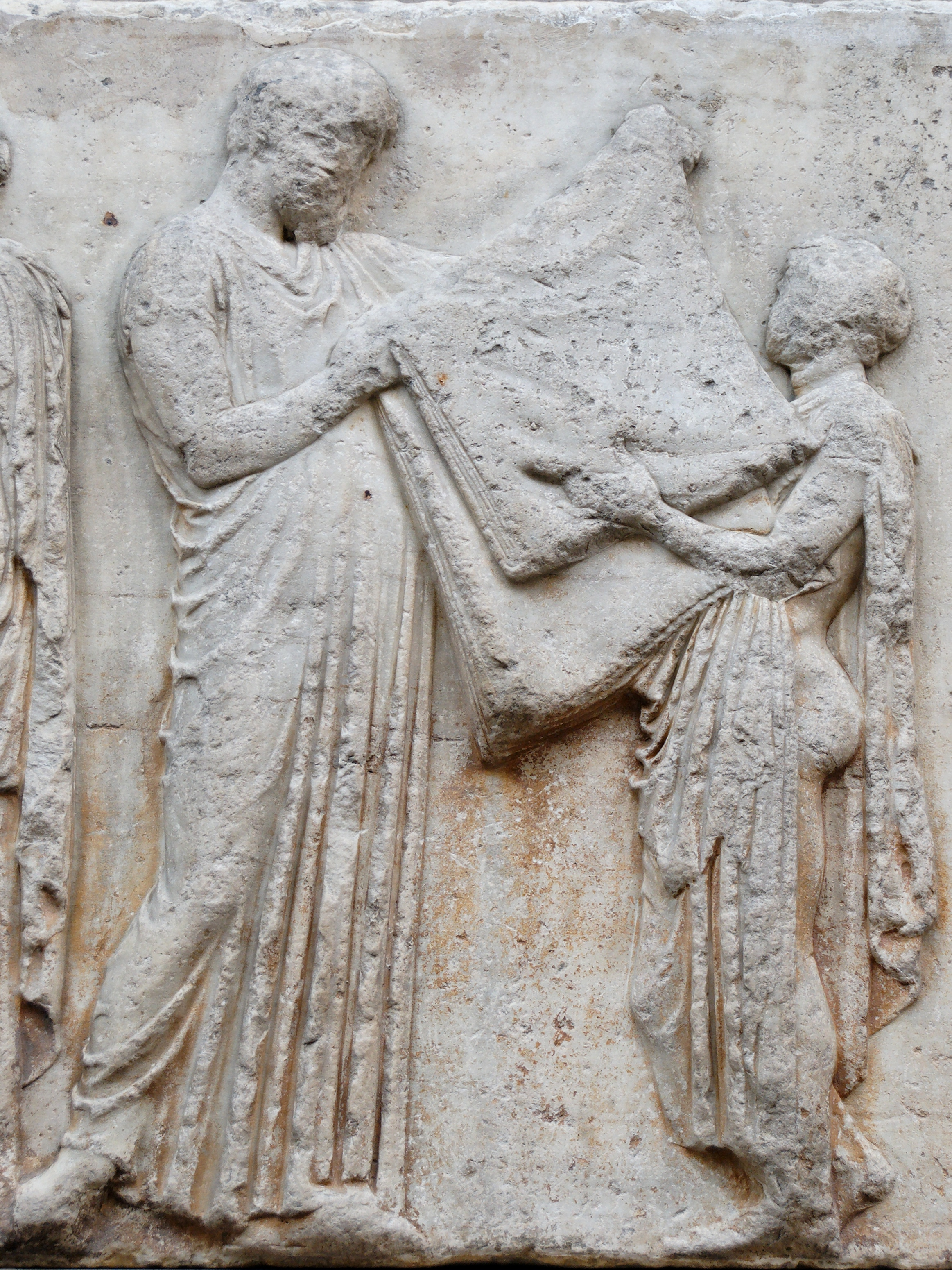
Representación de un supuesto "arconte basileus", un título que recuerda a las antiguas monarquías de los griegos. Friso este del Partenón.

Arconte (del gr., ἄρχων árkhon) es una palabra griega que significa «gobernante», utilizado con frecuencia como el título de un determinado cargo público en un gobierno.
Es el participio presente masculino del verbo que deriva de ἀρχ-, que significa "dominar". Derivados de la misma raíz son monarca, anarquía y jerarquía.
En el gnosticismo, el término arconte es utilizado igualmente para describir y darle un título de poder a una entidad o fuerza que obstaculiza el conocimiento de la divinidad.

## Antigua Grecia
En la antigua Grecia, los arcontes eran los magistrados que ocupaban los puestos más importantes del gobierno de la ciudad. Su importancia varió a lo largo de los casi cinco siglos que perduró la institución, desde 753 a. C. —cuando el arcontado perpetuo de los reyes de Atenas dio lugar a mandatos de diez años— hasta bien entrado el siglo III a. C., pero constituyeron la base de los gobiernos aristocráticos y monárquicos de la mayoría de las ciudades griegas.
Esta magistratura representa la sustitución del poder de los antiguos reyes por el de las familias nobles, y debió crearse entre los siglos X y VII a. C.
En la politeia (constitución) ateniense, la mejor conocida, como parte del sistema de democracia directa, los arcontes eran elegidos por sorteo de entre los ciudadanos que se presentaban a la elección, con la única limitación de que el cargo se podía ostentar una única vez en la vida; antes de la elección eran interrogados por el Areópago, pero el examen concernía sobre todo a cuestiones de legitimidad ciudadana y religiosa. Aristóteles, en la Constitución de los atenienses, describe así la interrogación:

¿Quién es tu padre y de qué demo proviene? ¿Quién era el padre de tu padre? ¿Quién fue tu madre? ¿Quién fue padre de tu madre y en qué demo tenía su origen? ¿Posees un santuario de Apolo legado por tus ancestros y un Zeus que proteja tu hogar? ¿Dónde están sus santuarios? ¿Tienes un mausoleo donde repose tu familia? ¿Dónde se encuentra? ¿Tratas con el debido respeto a tus padres y cumples con las obligaciones pecuniarias y militares que el estado impone?
Aristóteles, Constitución de los atenienses 55.3

Entre 753 a. C. y 683 a. C., la prerrogativa se ejerció durante períodos decenales; de ahí en adelante, el mandato se redujo a un año.
Originalmente, los arcontes, siempre elegidos entre los aristoi, eran tres magistrados:
- El arconte epónimo (ἄρχων ἐπώνυμος / epốnumos Arkhon o ὁ ἄρχων  / ho Arkhon, literalmente "el arconte", sin mayor precisión), que daba su nombre al año, y hasta 487 a. C., fue siempre el jefe nominal de la ciudad. Tenía a su cargo la administración civil y la jurisdicción pública. Era el tutor de las viudas y los huérfanos y supervisaba los litigios familiares. También se ocupaba del teatro nombrando coregos y ganadores de tetralogías. En las narraciones históricas, los años se identificaban normalmente por el nombre del arconte que había ocupado el cargo epónimo en esa fecha.
- El arconte basileus (ἄρχων βασιλεὺς / árkhôn basileùs), que tomó las funciones religiosas de los antiguos reyes. Era el responsable de las ceremonias religiosas y presidía el Areópago. Estaba a cargo de los procesos por homicidio y delitos de impiedad. Imponía prohibiciones religiosas que debían cumplirse.
- El arconte polemarca (ἄρχων πολέμαρχος / polémarkhos Arkhon), cuya función original era dirigir el ejército, atribución militar heredada de los reyes, pero que perdió ese poder en beneficio de los strategos después de 487 a. C., cuando el arcontado era elegido por sorteo. También recuperó algunas funciones religiosas:
  - Presidía ceremonias en honor de los soldados caídos en combate.
  - Ofrecía los sacrificios rituales en memoria de los tiranicidas, Harmodio y Aristogitón.
  - Ejercía funciones judiciales relativas a los que no eran ciudadanos atenienses (supervisaba principalmente los litigios en los que estaban implicados los metecos).

Desde fecha desconocida, los tres arcontes pasaron a ser nueve, siendo apoyados los tres principales por otros seis, llamados tesmótetas thesmothétai, una especie de administradores judiciales. Por último, Clístenes añadió un secretario, que se encargaba de redactar las notificaciones de los otros nueve arcontes. Por tanto, su número llegó finalmente a diez, al igual que con otras magistraturas atenienses.
Los arcontes eran examinados tras finalizar el año de ejercicio de sus cargos en la llamada euthyna, siendo responsables de la buena gestión de los asuntos públicos.
Bajo la constitución de Solón, los arcontes eran elegidos por sorteo de entre cuarenta candidatos nombrados por las cuatro tribus. Bajo la tiranía este sistema, tal vez no estuvo en práctica, aunque no se derogó el nombramiento por sorteo. Según Tucídides, Hipias, hijo de Pisístrato, fue arconte, y había siempre uno de la casa gobernante desempeñando el cargo. En la época de Aristóteles eran nombrados por sorteo diez por cada tribu, 100 en total.

## Imperio bizantino
En el Imperio bizantino, "arconte" tenía varios significados:
- Con la fundación de Constantinopla, el arconte de la antigua Bizancio se convirtió en arconte-procónsul de la nueva capital durante el siglo IV; el primero fue Teticio Facundo en 336 y el último Temistio en 358-359.[2]
- Puede designar a una persona poderosa (noble o magnate), titular de autoridad pública. Ciertos  subordinados de altos funcionarios u oficiales son designados por el término arconte.
- En sentido técnico, un arconte es un gobernador, un administrador. Algunas listas de precedencia y sellos han permitido conocer arcontes provinciales en Creta, Chipre o Dalmacia en el siglo IX, y posteriormente arcontes de ciudades en los siglos X y XII (Klaudioupolis, Crisópolis, Atenas, etc.). Al ámbito que cubre la jurisdicción de un arconte se le denomina arcontia o archontia, en griego ἀρχοντία.
- Generalmente, los historiadores bizantinos suelen describir a los gobernantes extranjeros como arcontes.[3] Los gobernantes de los búlgaros, junto con sus propios títulos, llevan a menudo el título de arconte por la gracia de Dios en las inscripciones en griego.
- El título también fue aplicado a los titulares de importantes puestos financieros, como el jefe de la casa de la moneda, en griego ἄρχων τῆς χαραγῆς, así como a los directores de los talleres imperiales o arsenales.[4]

La dignidad de "Gran Arconte" (megas archon), que también está atestiguada como una traducción de títulos extranjeros, similar a "gran príncipe", fue creada por Teodoro II Láscaris en la época del Imperio de Nicea. Constantin Margarites fue el primero que lo poseyó y entre los más importantes que lo obtuvieron se puede citar al militar bizantino Marules. En un principio, parece que comandaba la escolta imperial, probablemente en el palacio. En campaña, es el arconte de allagion el que estaba al cargo. Sin embargo, el título de Gran Arconte llegó rápidamente a carecer de cualquier función en particular y era una simple dignidad honorífica durante el período Paleólogo.

## Patriarcado ecuménico de Constantinopla
En nuestros días, los laicos de la Iglesia ortodoxa en comunión con el patriarca de Constantinopla han concedido el título de arconte del patriarcado ecuménico para honrar su servicio a la administración eclesiástica. En 1963, los arcontes se organizaron en una sociedad de servicios dedicada a san Andrés. Este estatus de arconte no es parte de la jerarquía de la Iglesia, sino que es puramente honorífico.
Un arconte es honrado por Su Santidad, el patriarca ecuménico, debido a su destacado servicio a la Iglesia, además de reconocérsele generalmente de forma distinguida como cabeza de la Iglesia ortodoxa. 
En el juramento del Arconte se defiende y promueve la fe y la tradición de la Iglesia Ortodoxa. Su principal cometido es proteger y promover al santo patriarcado y su misión. También se ocupa de los derechos y el bienestar humano y el bienestar general de la Iglesia.